# Ács (stacja kolejowa)
Ács (węg. Ács vasútállomás) – stacja kolejowa w Ács, w komitacie Komárom-Esztergom, na Węgrzech. Stacja została otwarta 15 sierpnia 1856, gdy 37 km odcinek linii między Győr i Újszőny (obecny Komárom) oddano do użytku. Stacja ma 8 torów, z czego tory nr 5 i g znajdują się przy peronie wyspowym. Dojście na peron jest możliwe poprzez chodnik w poziomie torów. Budynek dworca pochodzi z 1883 roku.

## Linie kolejowe
- 1 Budapest–Hegyeshalom–Rajka